# Indre Ringvej (Viborg)
 For alternative betydninger, se Indre Ringvej. (Se også artikler, som begynder med Indre Ringvej)
Indre Ringvej er en ringvej, der går gennem Viborg vest om Viborg midtby. Dele af vejen er 4-sporet og med allétræer. Vejen er anlagt 1939-61 og ledte oprindeligt landevejstrafikken uden om Viborg, men byen er siden vokset videre mod vest.
I årene 1993-1999 blev Indre Ringvej aflastet, da Vestre Ringvej, Nordre Ringvej og Søndre Ringvej blev anlagt som nyt ringvejsanlæg for landevejstrafikken uden om Viborg. Indre Ringvej er derfor i dag fordelingsvej for byens interne trafik og leder bl.a. en del tung trafik ind mod Viborg C fra Søndre Ringvej og Nordre Ringvej, bl.a. trafikken fra Aalborg og Randers. Et af de trafikale knudepunkter på Indre Ringvej er desuden Holstebrovejkrydset, hvor der er forbindelse til Holstebro og Viborg C.